# لئونز
لئونز (به هلندی: Lions) یک منطقهٔ مسکونی در هلند است که در لیتنسرادیل واقع شده‌است. لئونز ۲۶ نفر جمعیت دارد.